# Haliczany (przystanek kolejowy)
Haliczany (ukr. Галичини) – przystanek kolejowy położony około 2 km na północ od wsi Haliczany (obwód wołyński), w rejonie łuckim na Ukrainie; na linii kolejowej Lwów – Łuck – Kiwerce.
Przystanek został otwarty w II Rzeczypospolitej.